# Référendum constitutionnel uruguayen de 2024
Un référendum constitutionnel a lieu le 27 octobre 2024 en Uruguay en même temps que les élections législatives et présidentielle.
La population est amenée à se prononcer sur deux amendements constitutionnels. Le premier, porté par le gouvernement, vise à autoriser les forces de l'ordre à effectuer des descentes de police la nuit, ce que la Constitution interdit depuis 1830.
Le second amendement proposé est une initiative populaire conduite par l'Intersyndicale plénière des travailleurs - Convention nationale des travailleurs (PIT-CNT), et vise à réformer le système des retraites en réaction à une réforme gouvernementale votée l'année précédente, en ramenant de 65 à 60 ans l'âge de départ à la retraite, et en interdisant les fonds de pension privés.
Les deux amendements sont largement rejetés par les électeurs.

## Contexte

### Alternance et montée des questions sécuritaires

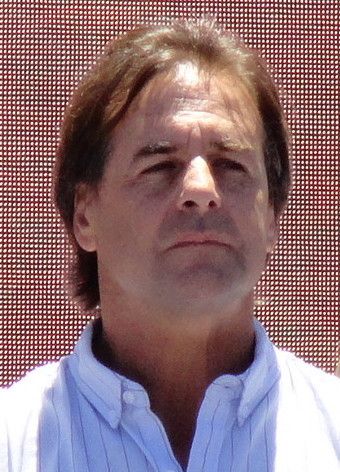
Luis Alberto Lacalle Pou.

Les élections générales d'octobre 2019 voient la victoire au second tour du candidat du Parti national, Luis Alberto Lacalle Pou qui devient le premier homme politique de droite depuis quinze ans à prendre la tête du pays. Il dispose dans la foulée d'une majorité au Parlement, bien que celle-ci soit composée de plusieurs partis et non du seul parti national.
L'élection de Lacalle Pou intervient à l'issue d'une campagne électorale marquée par le thème de la hausse de l'insécurité, qui occupe une place de plus en plus importante dans la vie politique uruguayenne depuis les élections législatives et présidentielle de 2009, et qui aurait contribué à la défaite dix ans plus tard du gouvernement sortant du Front large. En 2014, un référendum est ainsi organisé sur un amendement constitutionnel abaissant la majorité pénale de dix huit à seize ans. La proposition est cependant rejetée dans les urnes, seuls 46,81 % des électeurs ayant voté en faveur. Face à la hausse de la criminalité, un projet d'amendement constitutionnel est à nouveau porté en 2019 par un groupe de collecte de signatures. Sous le slogan « Vivre sans peur », le groupe parvient ainsi à collecter suffisamment de signatures pour soumettre au vote l'inscription dans la Constitution d'un ensemble de mesures à visée sécuritaire, dont la création d'une garde nationale, l'interdiction des libérations anticipées pour certains crimes graves, la légalisation de la prison à vie et celle des raids de police nocturne,. Le référendum constitutionnel uruguayen de 2019, organisé en même temps que les élections générales, est cependant lui aussi rejeté, seuls 46,11 % des votants s'étant exprimés,.
Le gouvernement Lacalle Pou I met en œuvre l'une de ses promesses de campagne, en menant dans les 100 premiers jours une série de réformes concernant notamment les domaines économiques et sécuritaire, via une « Loi d'urgence ». L'opposition menée par le Front large parvient cependant à recueillir les signatures nécessaires pour le déclenchement d'un référendum sur 135 articles de la loi. Organisé le 27 mars 2022, le référendum voit la population rejeter l'abrogation de la loi par 50,02 % des voix. Il s'agit alors d'une importante victoire pour le gouvernement de Luis Alberto Lacalle Pou, dont la loi est l'un des projets phare,. Estimant que son camp a « joué un match d’égal à égal » et qu'« avec quinze minutes de plus, on l’emportait », le dirigeant du Front large Fernando Pereira reconnait quant à lui la défaite. Le résultat du référendum est perçu comme une victoire à la Pyrrhus pour le gouvernement, ce dernier étant parvenu à faire passer son projet phare au prix de la mobilisation et du renforcement de l'opposition,.

### Réformes des retraites de 2023
Le système de retraite uruguayen est mixte. Les travailleurs cotisent à la Banque nationale de sécurité sociale (BPS) et peuvent — ou doivent, s'ils gagnent plus de 71 000 pesos uruguayens — également cotiser à un fonds de pension privé. La cotisation des travailleurs est de 15 % du salaire, soit le double de la cotisation de l'employeur.
Le gouvernement Lacalle Pou I conduit en 2023 une réforme des retraites, votée à la chambre par 54 voix contre 43 le 25 avril 2023, et deux jours plus tard au sénat par 17 voix contre 11. La réforme introduit plusieurs changement notables, dont une augmentation progressive de l'âge de départ à la retraite de 60 à 65 ans à partir des tranches d'ages nées en 1973 et une réduction des montants des retraites. Les cotisés doivent obligatoirement souscrire à un fonds de pension, appelés en Uruguay Prévoyance professionnelle obligatoire par formation de capital (AFAP), gérés par le secteur privé,,.

## Mise en œuvre

### Autorisation des raids nocturnes

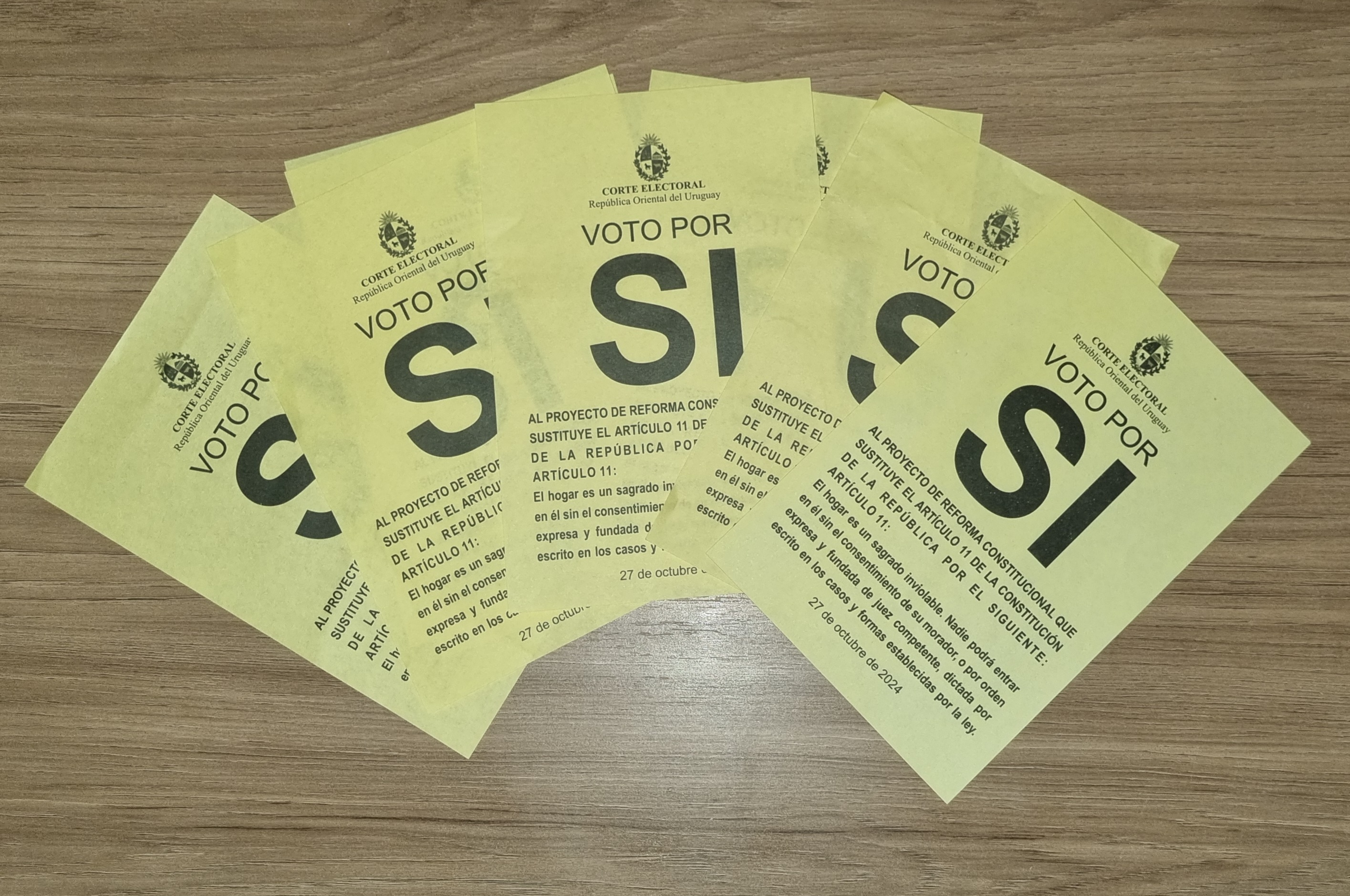
Bulletins de votes pour le 1er amendement

La Constitution uruguayenne de 1967 n'autorise les raids des forces de police que lorsqu'il fait encore jour. Cette restriction très rare, reprise presque mot pour mot de la première Constitution de 1830, ne se retrouve en 2024 que dans les constitutions de trois autres pays : le Guatemala, le Mozambique et le Cap-Vert. Elle est cependant décriée comme un avantage donné au trafic de drogue, au crime organisé et à la délinquance par les partisans d'un resserrement des mesures sécuritaires en réponse à l'augmentation de l'insécurité. Le référendum constitutionnel rejeté en 2019 comportait ainsi déjà un amendement visant à les autoriser en les conditionnant à la « suspicion bien fondée qu'un crime est en train de se produire ».
Le sujet est repris par le Parlement issu des élections de 2019. La question d'un amendement constitutionnel est soumise à débat le 20 octobre 2023 par le sénateur du Parti national, Carlos Camy, qui propose de rendre les conditions d'intervention lors des raids nocturnes identiques à celles en vigueur lors des raids de jour. Le 20 décembre, la proposition est soumise à l'Assemblée générale réunie en congrès. L'ensemble des députés et sénateurs à l'exception de ceux du Front large (FA) votent l'amendement, qui est approuvé par 71 voix pour sur 129. Le FA justifie sa position en qualifiant l'amendement de « fumigène » qui ne résoudra pas les problèmes de fonds de l'insécurité, et en rappelant que la population s'est déjà exprimée sur le sujet en le rejetant en 2019.
L’amendement est soumis le 28 à la Cour électorale, qui décide le 6 juillet 2024 de fixer la tenue du référendum constitutionnel au 27 octobre suivant, en même temps que les élections législatives et présidentielle,

### Réforme du système des retraites

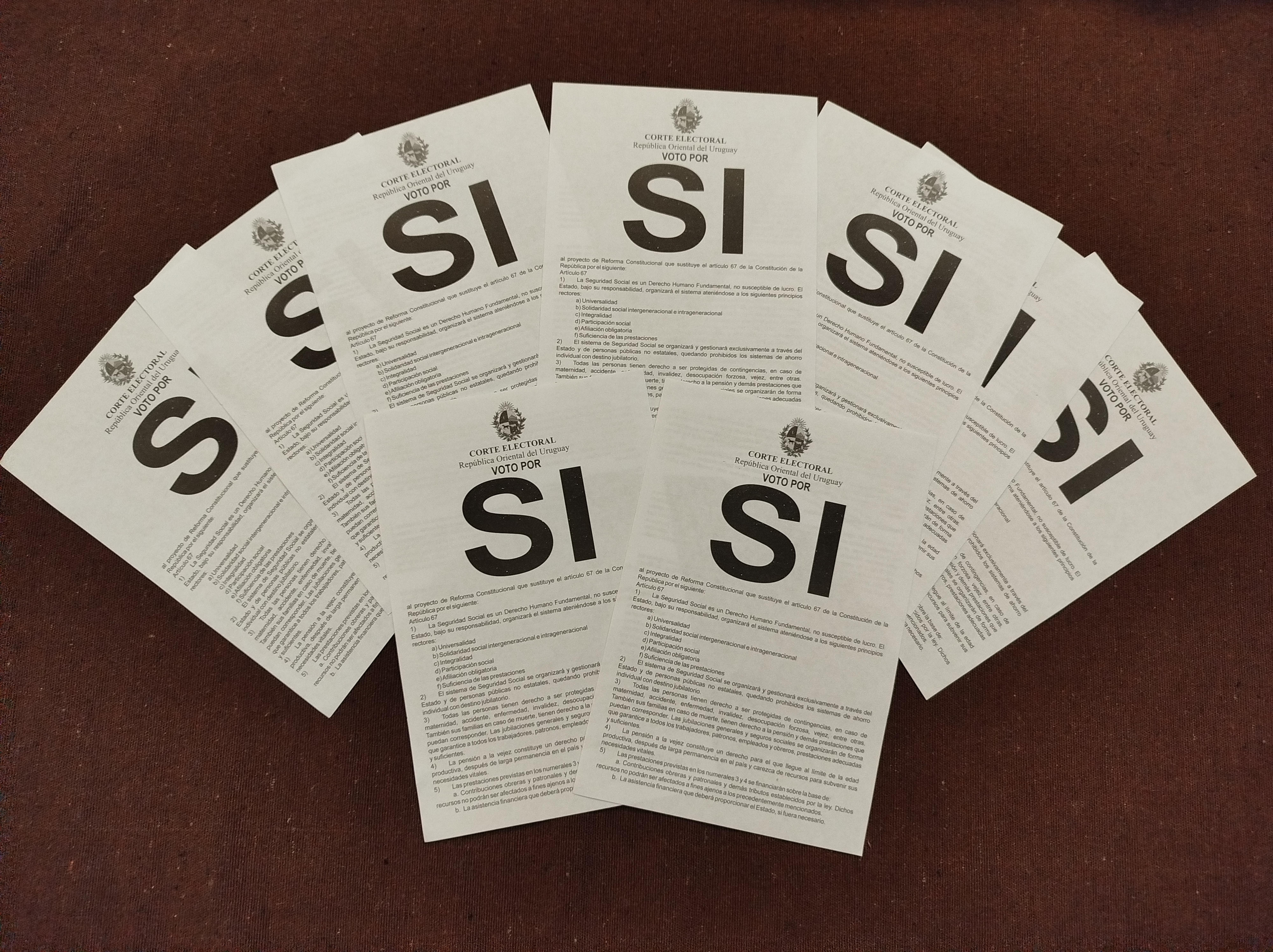
Bulletins de votes pour le 2e amendement

En réaction à la réforme des retraites de 2023, le Front large (FA) et l'Intersyndicale plénière des travailleurs - Convention nationale des travailleurs (PIT-CNT), seule confédération syndicale du pays, envisagent de réunir des signatures en vue de la tenue d'un référendum abrogatoire. L'échec récent de la tentative d'abrogation de la loi d'urgence les fait cependant hésiter. À l'approche des élections de 2024, les deux entités décident finalement de se tourner vers un projet d'amendement constitutionnel, et forment le 14 septembre 2023 un groupe de collecte de signatures en ce sens. Les référendums d'initiative populaire sont en effet possibles en Uruguay, dont la Constitution organise le cadre légal de cette forme de démocratie directe,.

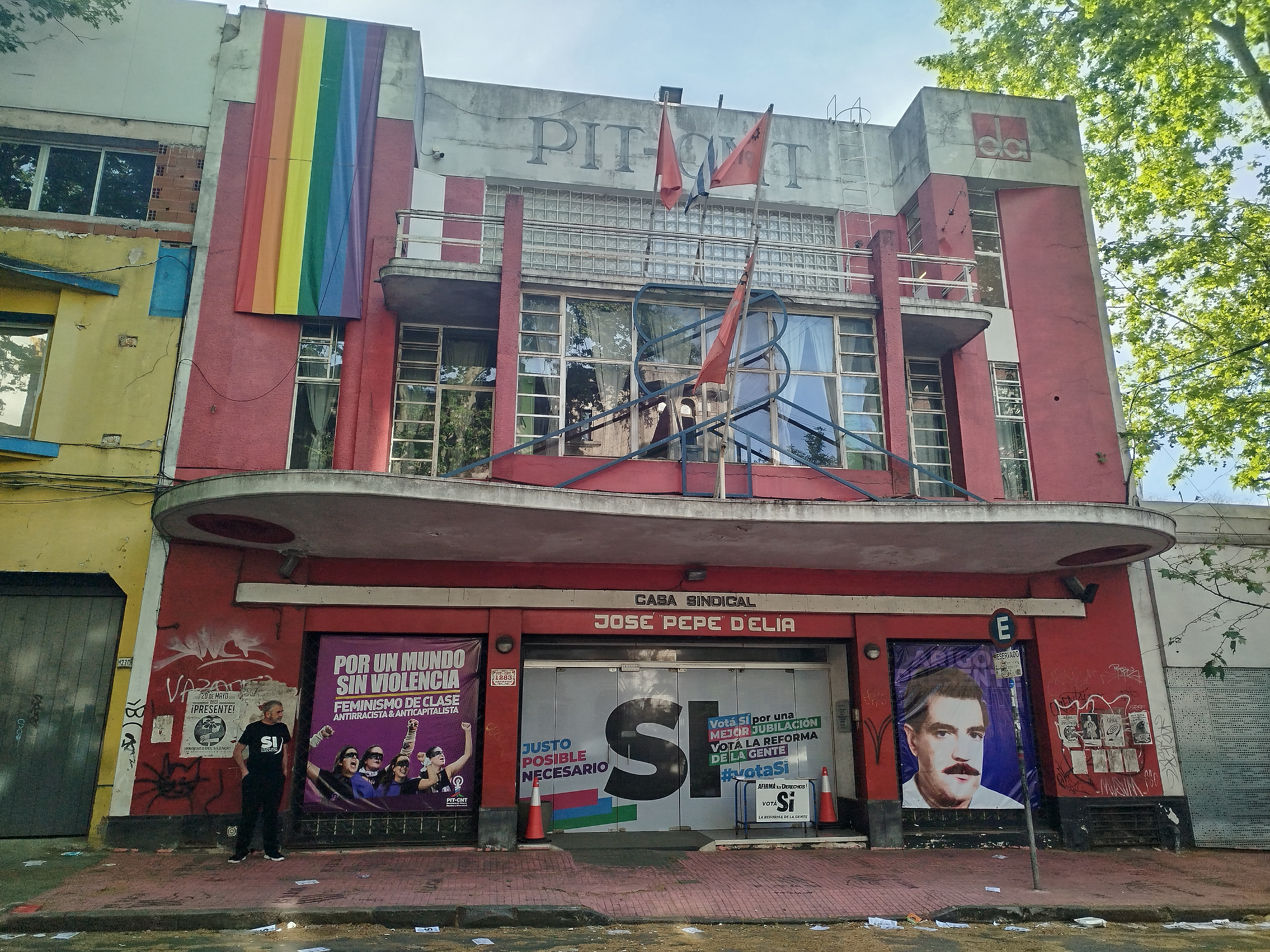
Siège de la FIT-CNT à Montevideo

Les propositions populaires peuvent ainsi concerner des modifications de la Constitution. En accord avec l'article 331 de cette dernière, les signatures d'au moins 10 % de l'ensemble des électeurs inscrits sur les listes électorales doivent pour cela être réunies. Soit en 2024 un total de 276 151 signatures. Les pétitionnaires peuvent alors soumettre leur projet au Parlement, qui peut éventuellement proposer un contre-projet qui sera soumis au vote en même temps que la proposition populaire.
La collecte débute le 5 octobre 2023 et réunit le 27 avril 2024 un total de 430 032 signatures, qui sont soumises au Tribunal électoral. Ce dernier en vérifie la validité à partir du 2 mai avant d'annoncer le 3 juillet que, sur 371 870 signatures analysées, 276 167 sont valides et 95 703 invalides. Il s'agit alors du nombre le plus élevé de signatures invalides soumises pour une initiative uruguayenne. Le quorum ayant été atteint de justesse, le référendum est organisé en même temps que les prochaines élections.

## Contenu

### Amendement de l'article 11
Le premier amendement constitutionnel vise à rendre possible les raids de police la nuit, en modifiant l'article 11 de la Constitution de telle sorte que les forces de l'ordre puissent en mener selon les mêmes conditions qu'en journée,.
L'article 11 est ainsi formulé : 

« Le domicile est un lieu sacré et inviolable. La nuit, nul ne peut y pénétrer sans le consentement de son maître, et le jour, uniquement sur ordre exprès d'un juge compétent, par écrit et dans les cas déterminés par la loi. »

L'amendement vise à le remplacer par le texte suivant : 

« Le domicile est un lieu sacré et inviolable. Nul ne peut y pénétrer sans le consentement de son maître, ou sur ordre exprès d'un juge compétent, par écrit et dans les cas déterminés par la loi. »

### Amendement de l'article 67
Le deuxième amendement consiste en une refonte beaucoup plus exhaustive de l'article 67 de la Constitution, qui porte sur la sécurité sociale. Cette dernière devient un droit humain fondamental basée sur les principes d'universalité, de solidarité intergénérationnelle et intragénérationnelle, d'intégralité, de participation sociale, d'affiliation obligatoire et d'autosuffisance des prestations. Le système de sécurité sociale en lui-même est défini comme étant organisé et géré exclusivement par l’État et son gouvernement,.
L'amendement vise de fait à revenir sur la réforme gouvernementale de 2023, et sur trois points principaux. L'âge de départ à la retraite est ramené à 60 ans, les individus devant obligatoirement cotiser au moins trente ans pour toucher une retraite, avec la possibilité d'obtenir une retraite anticipée à partir de 38 années de cotisations. Son montant minimal est par ailleurs fixé à celui du salaire minimum. Enfin, les fonds de pension privés (AFAP) doivent cesser leurs activités dans les 24 mois suivant son entrée en vigueur.

## Campagne

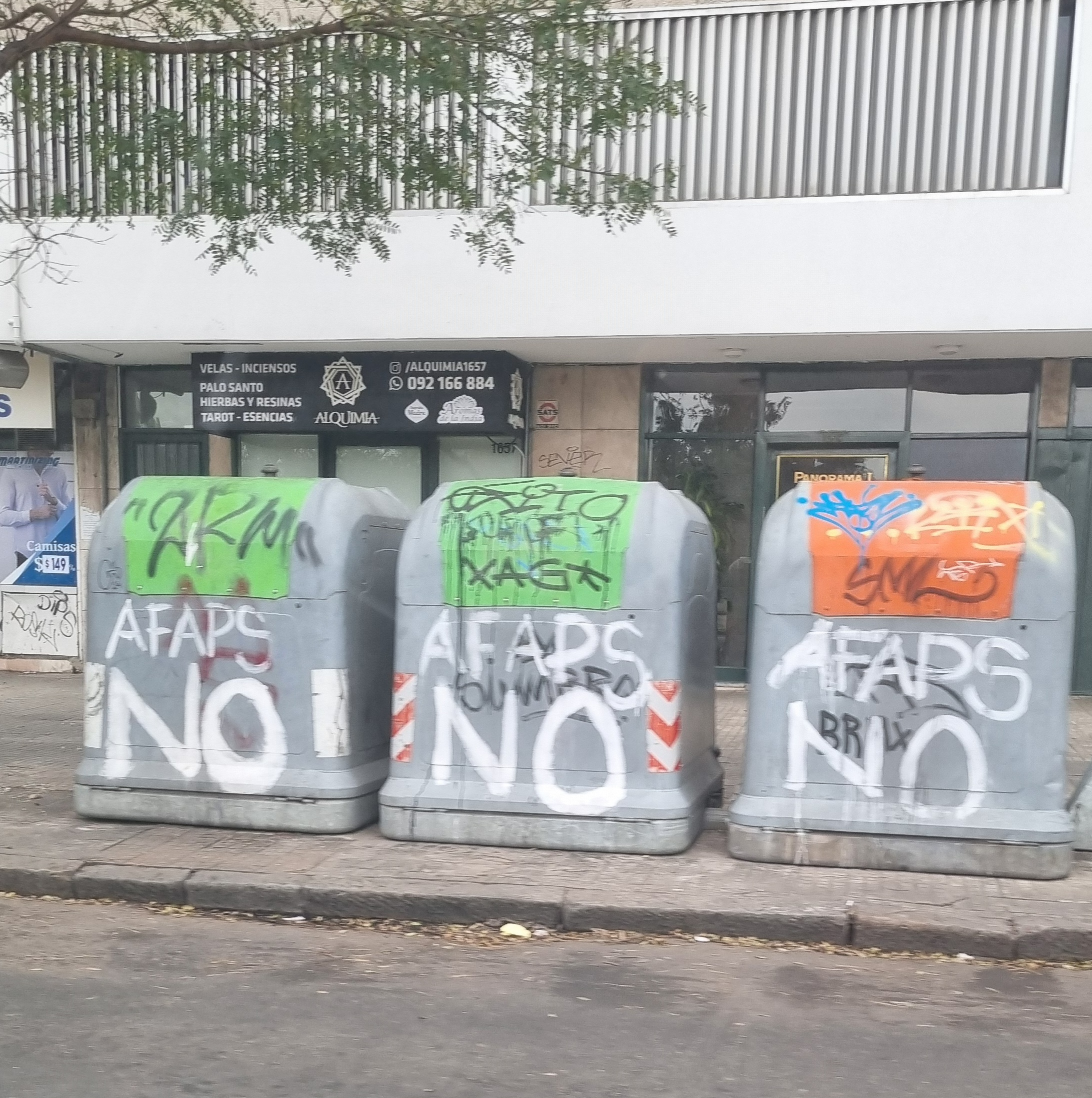
Conteneurs de déchets tagés "Non aux AFAPS" à Montevideo

L'amendement sur les raids nocturnes bénéficie du soutien des partis membres du gouvernement : le Parti national, le Parti Colorado, Cabildo ouvert et le Parti indépendant.
L'amendement sur les retraites prévoit explicitement sa rétroactivité, en supprimant non seulement le recours obligatoire au fonds privés de la loi de 2023, mais également leur introduction facultative par une autre loi en 1997. L’État se voit donc confier la gestion des régimes de retraites des individus ayant eu recours aux AFAP en totalité ou via un régime mixte. Le gouvernement accuse la PIT-CNT d'avoir ainsi rédigée un amendement au « contenu idéologique » pris « sans se soucier de son impact financier », qu'il évalue du fait de l'expropriation et du remboursement des fonds privés à un total de 22 milliards de dollars, soit environ 30 % du PIB du pays.
Le président Luis Lacalle Pou s'implique directement dans la campagne pour le Non à l'amendement. Quatre des candidats à la présidentielle (Álvaro Delgado du Parti National, Andrés Ojeda du Parti Colorado, Guido Manini Ríos du Cabildo ouvert et Pablo Mieres du Parti Indépendant) signent un appel commun à voter contre le plébisicite, auquel le candidat du Front large, Yamandú Orsi, refuse d'apposer sa signature,. Le référendum provoque des dissensions au sein du Front large, un collectif de 112 économistes membres du partis appelant à voter Contre. Bien qu'opposé à la réforme gouvernementale de 2023, ils se déclarent opposé à l'amendement de la PIT-CNT, jugeant que le financement de son surcoût équivaudrait soit à doubler l'impôt sur le revenu de toutes les entreprises, soit à multiplier par quatre les cotisations patronales, soit à augmenter la TVA de 22 % à 35 %,. le 16 octobre, le président du Front Ample, Fernando Pereira, déclare lui-même qu'il ne votera pas pour l'amendement, jugeant que l’initiative n'a pas réunit le « consensus politique et social » nécessaire pour sa viabilité à long terme.

## Conditions
Bien que légalement contraignant, chacun des projets doit pour être considéré valide recueillir la majorité absolue des suffrages ainsi qu'un nombre de votes en sa faveur au minimum égal à 35 % du total des inscrits sur les listes électorales.
Cette seconde condition s'applique automatiquement pour l'initiative populaire, ce qui n'est pas le cas des amendements d'origine parlementaire. Comme l'amendement sur les raids nocturnes a été approuvé par les deux cinquièmes des membres de l'Assemblée générale de l'Uruguay réunie en congrès — soit 52 membres sur 130 — et non par les deux tiers des membres de chacune des deux chambres, le Sénat et la Chambre des représentants — soit respectivement 20 sénateurs sur 30 et 66 représentants sur 99 —, sa validité est conditionnée aux votes favorables de 35 % des inscrits,.
Le scrutin est organisé simultanément aux élections législatives et présidentielle. Les électeurs participant à ces élections ont ainsi la possibilité de prendre un bulletin en faveur d'un amendement proposé, et de le joindre à leurs bulletins de vote dans leur enveloppe, ou de ne pas le faire. Seule la présence ou non du bulletin « oui » en tant que vote favorable étant comptabilisée, les votes blancs ou nuls n'existent pas. Les listes électorales utilisées pour le calcul du taux de participation du référendum diffèrent de celles des élections organisées le même jour en raison de la possibilité pour les étrangers établis de longue date dans le pays de voter aux élections, mais pas aux référendums,,.
Les électeurs peuvent en dernier recours voter dans un autre bureau de vote que le leur, ce que la loi électorale ne permet qu'en partie. Leurs votes ne sont ainsi pas immédiatement pris en compte, la vérification de leur validité par les autorités n'ayant lieu que si les chiffres du scrutin ne disposent pas d'une marge suffisante. Si le total des votes non évalués est supérieur à l'écart séparant la réponse arrivée en tête de la majorité absolue, ceux ci sont pris en compte, les voix en question pouvant théoriquement en renverser le résultat. Sinon, ils ne sont pas dépouillés. Les référendums uruguayens bénéficiant généralement d'une large avance, le tribunal électoral décide le plus souvent de ne pas procéder à leur décompte.

## Résultats
Le scrutin est organisé simultanément aux élections législatives et présidentielle. Les électeurs participant à ces élections ont la possibilité de prendre un bulletin en faveur de l'amendement proposé, et de le joindre à leurs bulletins de vote dans leur enveloppe, ou de ne pas le faire. Seule la présence ou non du bulletin « oui » en tant que vote favorable étant comptabilisée, les votes blancs ou nuls n'existent par conséquent pas.

### Raids nocturnes
| Choix             | Votants   | Votants | Inscrits | Inscrits |
| Choix             | Voix      | %       | %        | Quorum   |
| ----------------- | --------- | ------- | -------- | -------- |
| Pour              | 961 926   | 39,36   | 35,28    | ✔ 35 %   |
| Contre ou neutre  | 1 481 875 | 60,64   | 54,35    |          |
|                   |           |         |          |          |
| Total des votants | 2 443 801 | 100,00  | 89,62    |          |
| Abstentions       | 282 976   |         | 10,38    |          |
| Inscrits          | 2 726 777 | 100,00  |          |          |

| Pour 961 926 (39,36 %) |  |  | Contre 1 481 875 (60,64 %) |
| ▲                      |  |  |                            |
| Majorité absolue       |  |  |                            |

### Réforme des retraites
| Choix             | Votants   | Votants | Inscrits | Inscrits |
| Choix             | Voix      | %       | %        | Quorum   |
| ----------------- | --------- | ------- | -------- | -------- |
| Pour              | 947 381   | 38,77   | 34,74    | 35 %     |
| Contre ou neutre  | 1 496 420 | 61,23   | 54,88    |          |
|                   |           |         |          |          |
| Total des votants | 2 443 801 | 100,00  | 89,62    |          |
| Abstentions       | 282 976   |         | 10,38    |          |
| Inscrits          | 2 726 777 | 100,00  |          |          |

| Pour 947 381 (38,77 %) |  |  | Contre 1 496 420 (61,23 %) |
| ▲                      |  |  |                            |
| Majorité absolue       |  |  |                            |

## Conséquences
Avec seulement un peu plus de 38 % de votes favorables, les deux amendements échouent à réunir les majorités nécessaires pour leur entrée en vigueur.